# Dodge Ram Van
Dodge Ram Van – samochód osobowo-dostawczy klasy wyższej produkowany pod amerykańską marką Dodge w latach 1971 – 2003.

## Pierwsza generacja

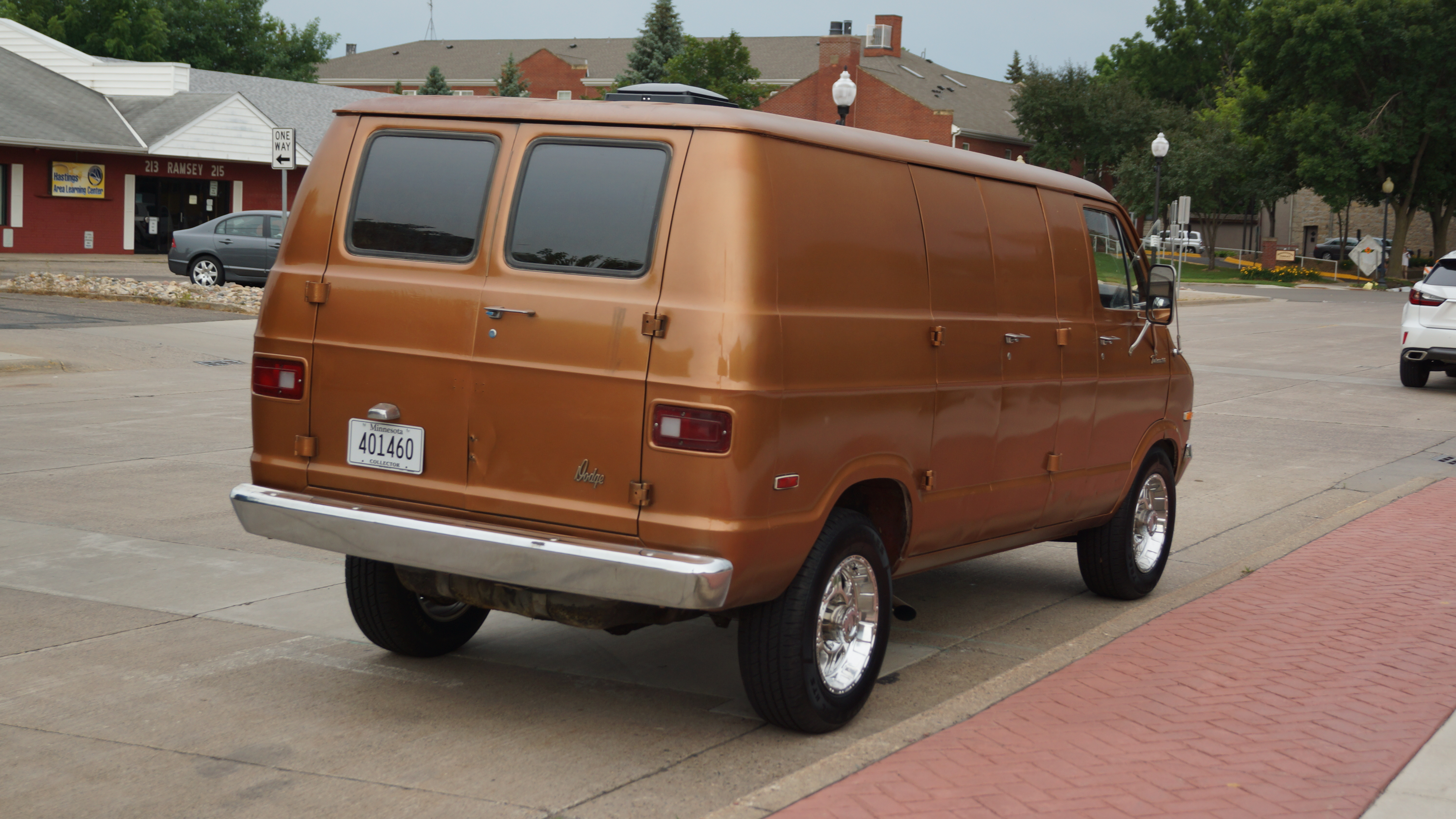
Dodge Ram Van I - tył

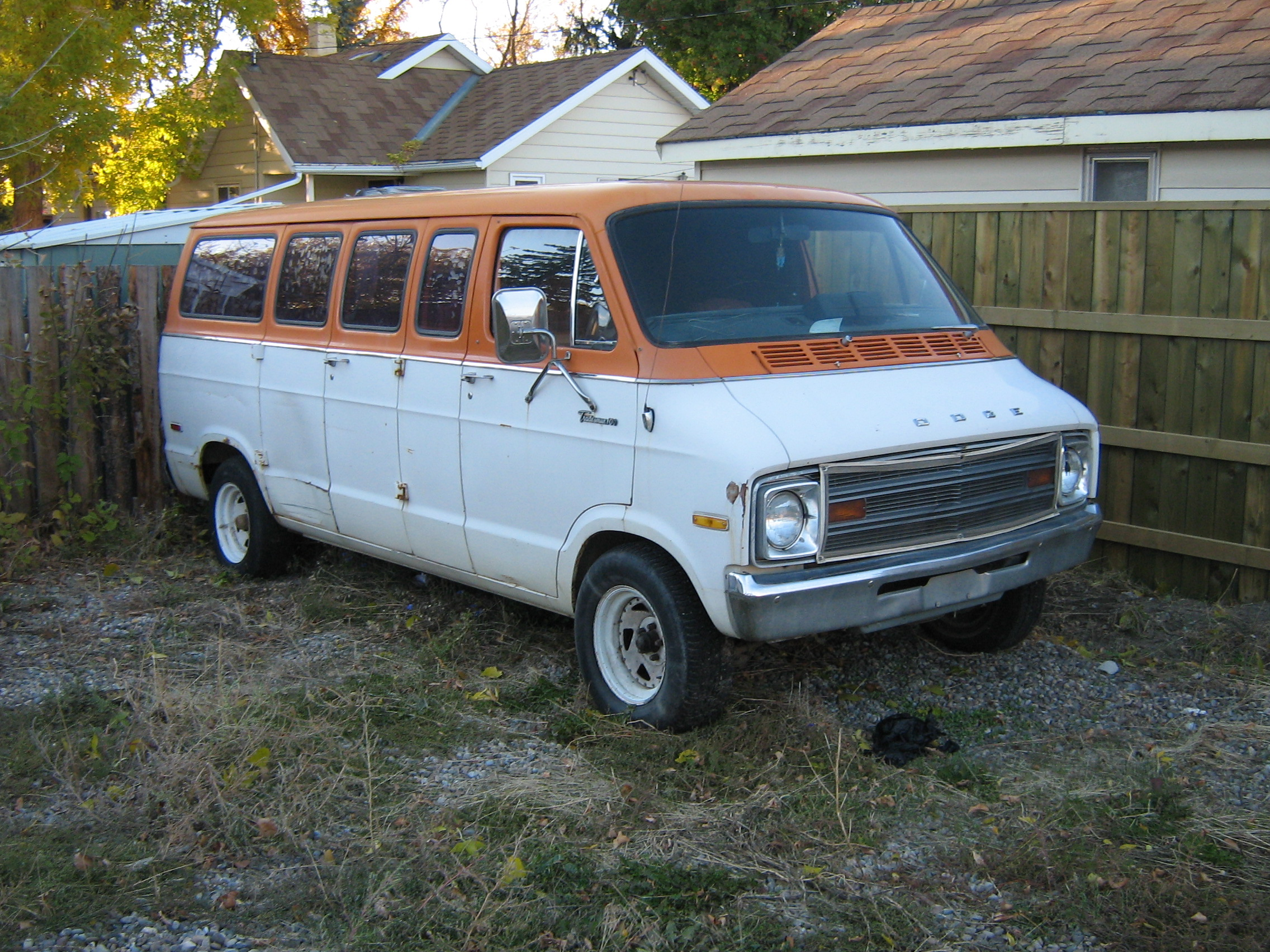
Dodge Tradesman 100

Dodge Ram Van I został zaprezentowany po raz pierwszy w 1971 roku.
Pierwsza generacja zadebiutowała na rynku w 1971 roku. Oparta została na płycie podłogowej Chrysler B-body. Początkowo model oferowano pod nazwami: Dodge Tradesman (wersja cargo) oraz Dodge Sportsman (wersja osobowa).
Samochód mógł przewieźć w zależności od wersji od 8 do 15 osób. Z czasem model zaczęto oferować pod nazwą Ram Van. Była to odpowiedź na model Econoline Forda. Na przestrzeni lat samochód przeszedł kilka drobnych restylizacji.

### Silniki
- R6 3.7l Slant-6
- V8 5.2l LA
- V8 5.9l
- V8 6.8l LA
- V8 7.2l RB

## Druga generacja

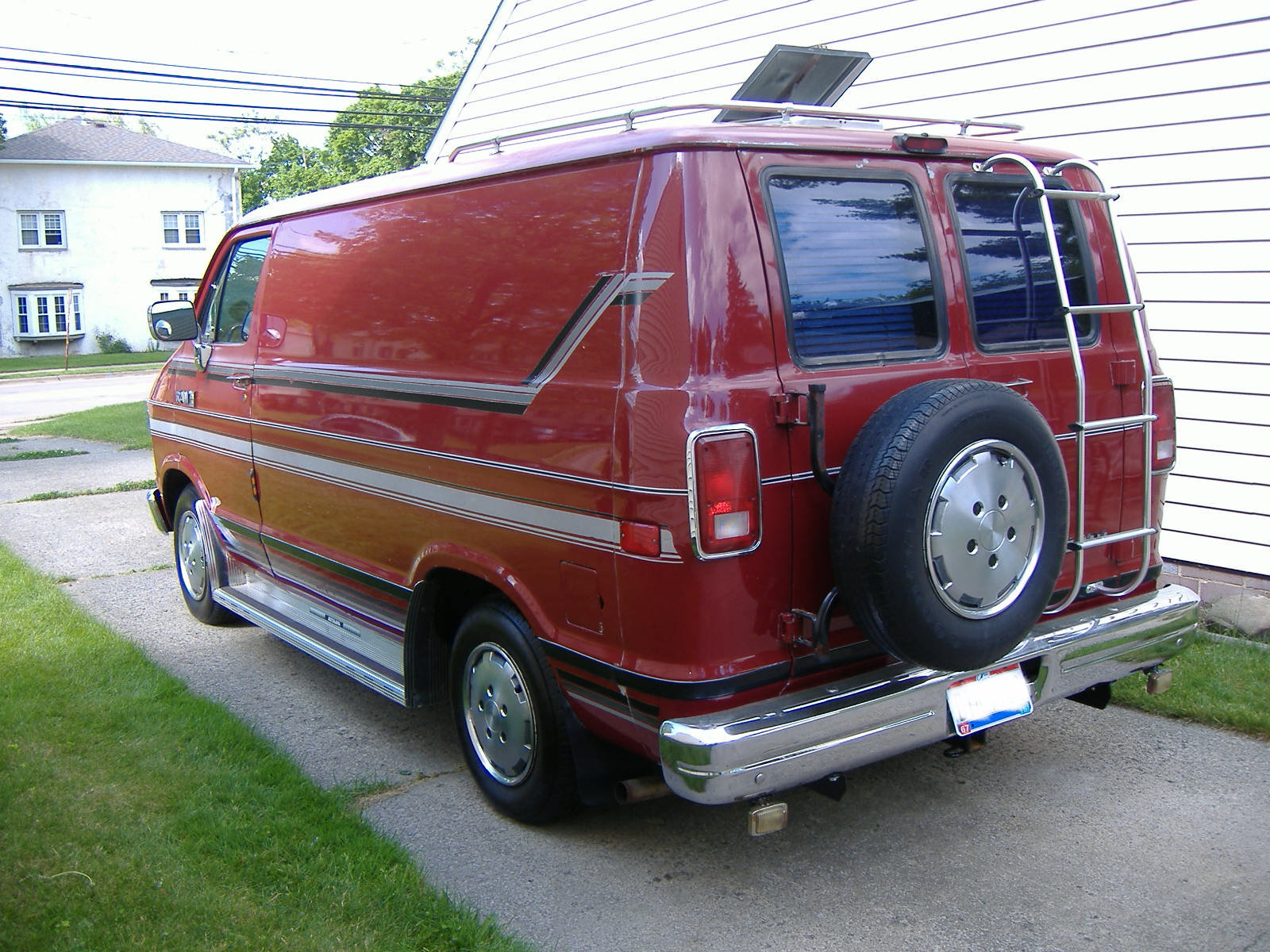
Dodge Ram Van II - tył

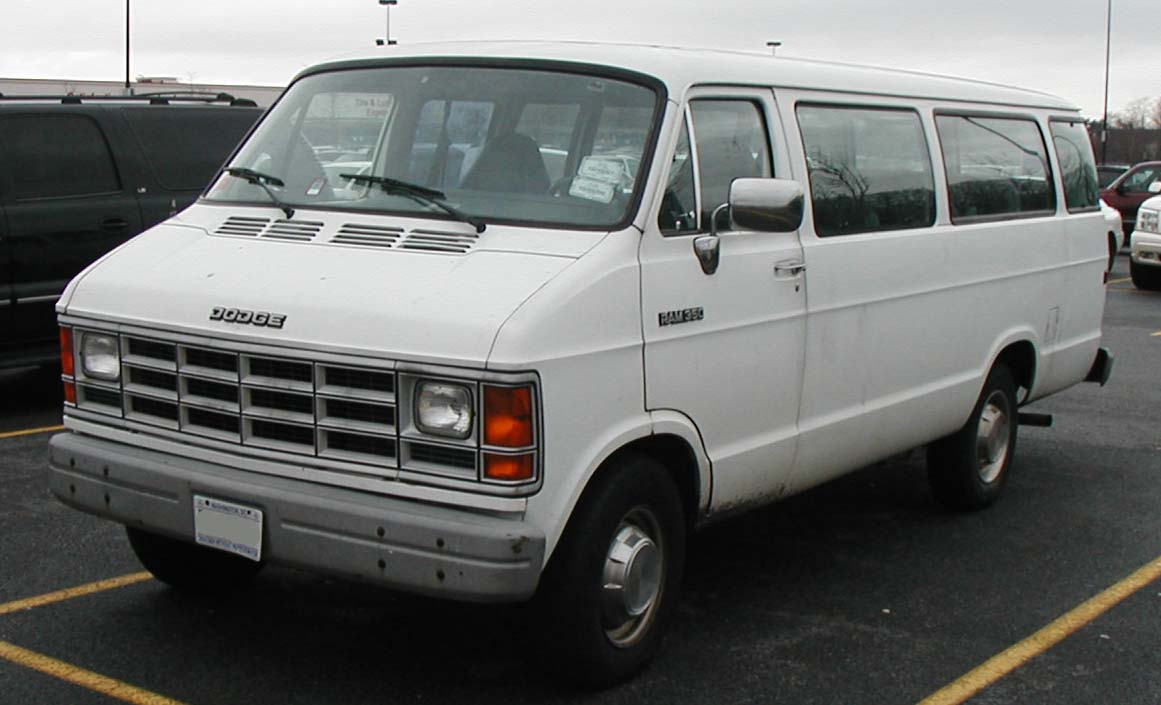
Dodge Ram Wagon II

Dodge Ram Van II został zaprezentowany po raz pierwszy w 1979 roku.
Drugą generację wprowadzono do produkcji w 1979 roku - była ona de facto głęboko zmodernizowanym poprzednikiem, dzieląc z nim wiele rozwiązań technicznych, a także kluczowe cechy wyglądu nadwozia.
Samochód zachował proporcje nadwozia z wysoko poprowadzoną linią okien, krótkim i ściętym pasem przednim, wdrażając jednocześnie rozwiązania stylistyczne stosowane w nowszych modelach osobowych Dodge: dużą, kanciastą atrapę chłodnicy o strukturze chromowanej kraty, a także prostokątne reflektory składające się z odrębnie zamocowanego klosza i kierunkowskazów w krawędziach błotników.
Druga generacja Rama Van zachowała płytę podłogową poprzednika. Rozstaw osi wynosił od 2784 do 3241 mm. Gamę jednostek napędowych stanowiły silniki: R6 3.7, V6 3.9, V8 5.2, V8 5.9, V8 6.6 i V8 7.2. Moc przenoszona była na oś tylną.

### Silniki
- L6 3.7l
- V6 3.9l
- V8 5.2l
- V8 5.9l
- V8 6.6l
- V8 7.2l

## Trzecia generacja

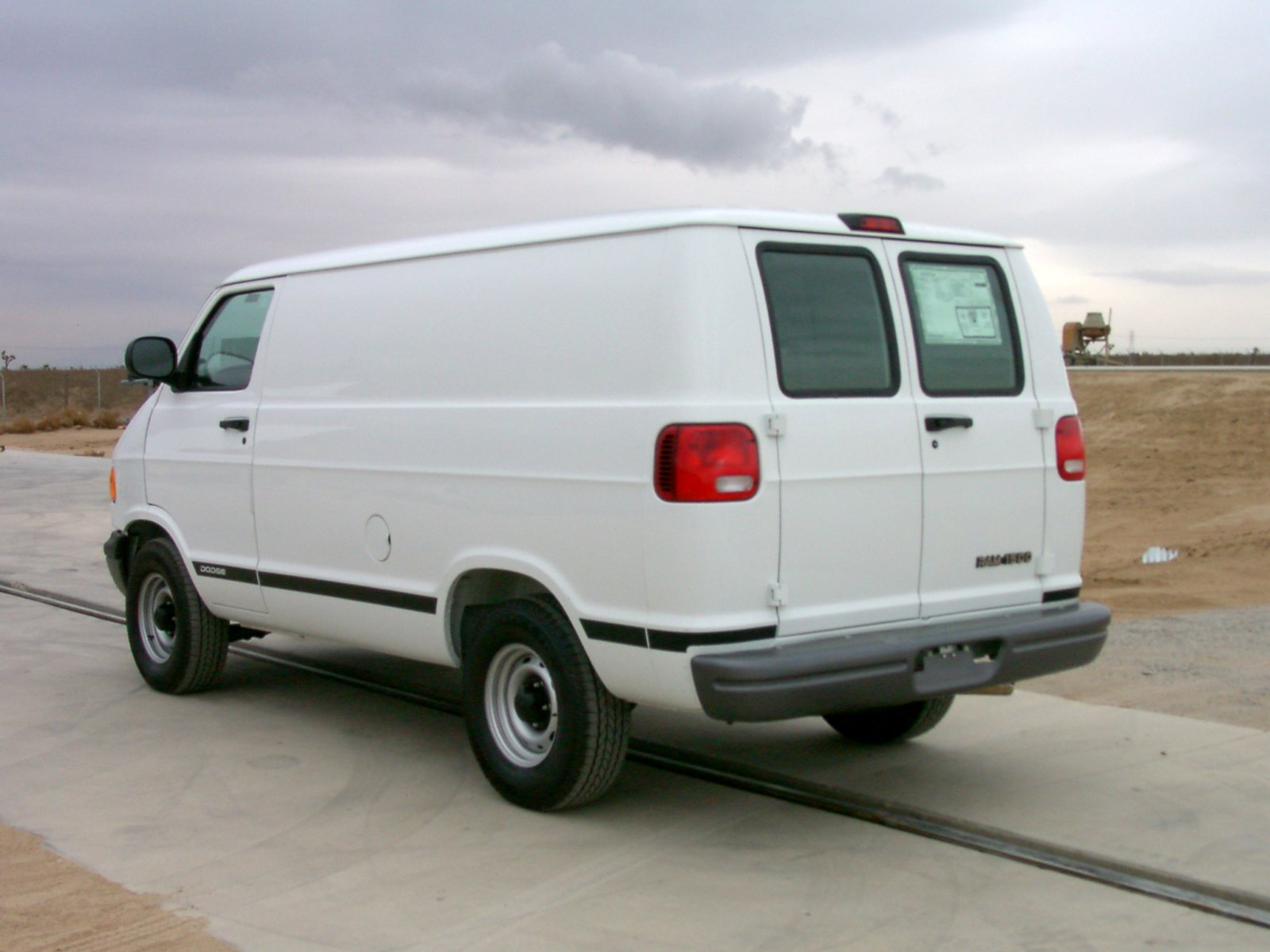
Dodge Ram Van III - tył

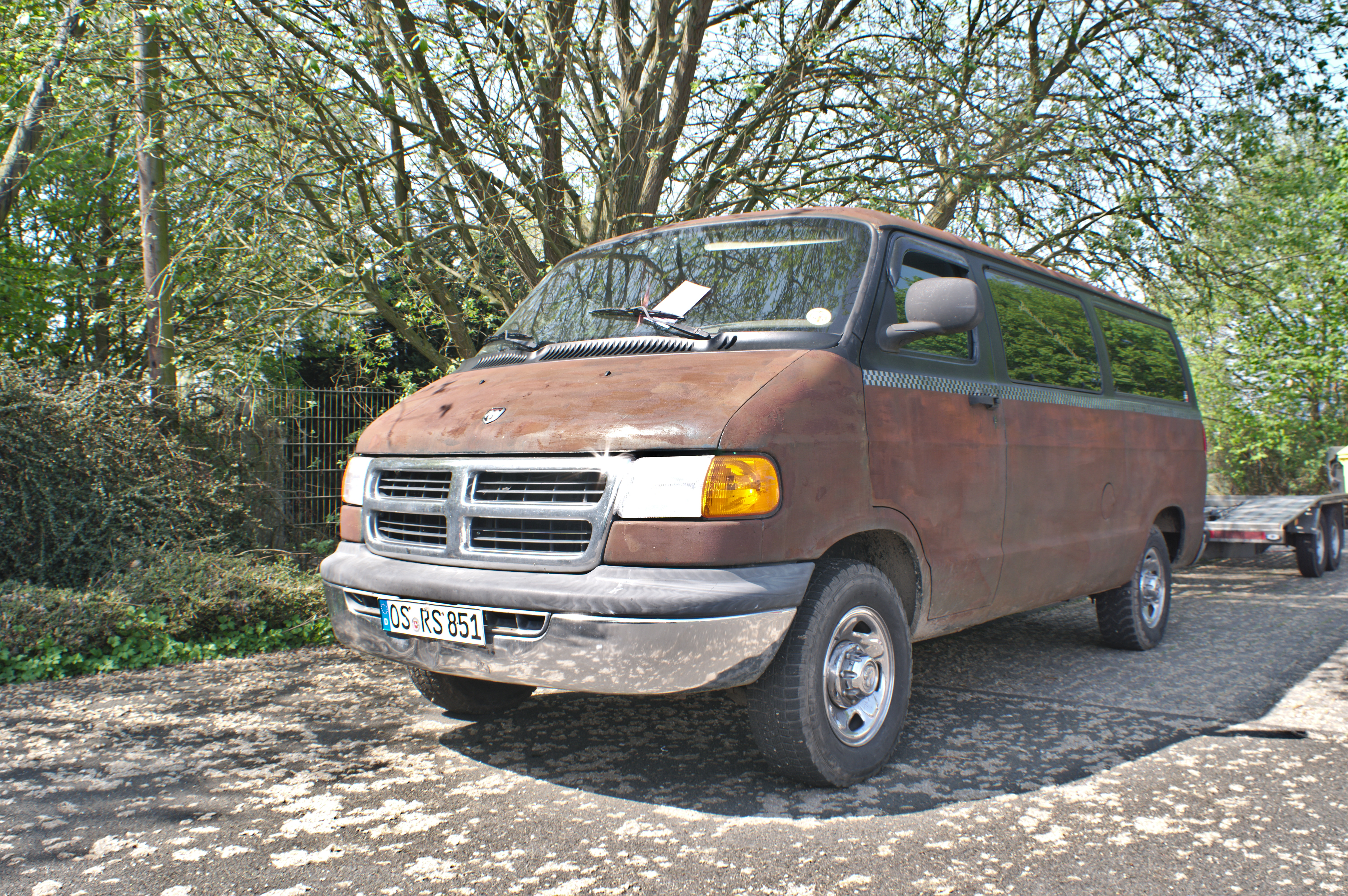
Dodge Ram Wagon III

Dodge Ram Van III został zaprezentowany po raz pierwszy w 1993 roku.
Trzecią generacja modelu przeszła istotną metamorfozę pod względem wyglądu - nadwozie stało się smuklejsze, bardziej zaokrąglone, tracąc kanciaste proporcje znane z poprzedników. Jednocześnie sylwetka zachowała charakterystyczne rozwiązania jak m.in. łagodnie opadająca, krótka maska, wysoko poprowadzona linia małych okien, a także dwuczęściowe drzwi umożliwiające uzyskanie dostępu do przedziału transporotowego lub osobowego za pierwszym rzędem siedzeń.
Ram Van III został zbudowany na nowej, głęboko zmodernizowanej płycie podłogowej koncernu Chryslera o nazwie Chrysler B-body. Rozstaw osi wynosił od 2779 do 3241 mm. Paletę silników ograniczono do trzech jednostek: V6 3.9, V8 5.2 oraz V8 5.9. Dostępne skrzynie biegów to 3- lub 4-biegowy automat.

### Koniec produkcji i następca
Produkcja Dodge'a Ram Van zakończyła się w 2003 roku, kiedy to producent  podjął decyzję o wycofaniu z rynku tej linii modelowej bez opracowywania kolejnej generacji. Zamiast tego, zdecydowano się skorzystać z partnerstwa z Mercedesem, który w pierwszej dekadzie XXI wieku tworzył z Chryslerem i Dodge koncern Daimler Benz. Rolę dostawczego modelu przejął poddany badge engineering model importowany z Europy - Dodge Sprinter.

### Silniki
- V6 3.9l Magnum
- V8 5.2l Magnum
- V8 5.2l Magnum
- V8 5.9l Magnum